# Use Me (David Bromberg)
Use Me è un album in studio del musicista statunitense David Bromberg, pubblicato nel 2011.

## Tracce
1. Tongue (con Levon Helm) (David Bromberg) – 3:31
2. Ride On Out a Ways (con John Hiatt) (John Hiatt) – 3:45
3. Bring It With You When You Come (con Levon Helm) (Gus Cannon) – 3:39
4. Blue Is Fallin' (con Tim O'Brien) (Tim O'Brien) – 4:08
5. You Don't Wanna Make Me Mad (con Dr. John) (Mac Rebennack) – 4:31
6. Diggin' in the Deep Blue Sea (con Keb' Mo') (Kevin Moore, Gary Nicholson) – 5:44
7. The Long Goodbye (con Los Lobos) (David Hidalgo, Louie Pérez) – 3:32
8. Old Neighborhood (con Widespread Panic) (Michael Houser, John Bell, John Hermann, Dave Schools, Domingo Ortiz, Todd Nance) – 3:58
9. It's Just a Matter of Time (con Linda Ronstadt) (Brook Benton, Belford Hendricks, Clyde Otis) – 3:09
10. Lookout Mountain Girl (con Vince Gill) (Vince Gill) – 3:53
11. Use Me (Bill Withers) – 6:28